# Острова Феникс
Острова́ Фе́никс (англ. Phoenix Islands) — архипелаг в Тихом океане. Расположен в 2650 км к юго-западу от Гавайских островов. Состоит из 8 атоллов и 2 подводных рифов. Общая площадь — около 29 квадратных километров. Принадлежат Республике Кирибати.
Западнее архипелага лежат острова Гилберта, восточнее — острова Лайн (Центральные Полинезийские Спорады).

## География
Острова находятся в центральной части страны. Их растительность сходна с растительностью соседних островов Гилберта и Лайн: кокосовые пальмы (на некоторых были плантации), мессершмидии и другие травянистые растения. Из млекопитающих на острове обитают только полинезийские крысы, завезённые сюда человеком. Прибрежные воды богаты рыбой. Многие из островов в архипелаге Феникс — место гнездования морских птиц. Острова Бирни, Мак-Кин и Раваки (Феникс) являются морскими заповедниками.
Острова Феникс c 28 января 2008 года являются морским заповедником, одним из крупнейших в мире (площадь составляет 410 500 км²). В 2010 году его территория была объявлена Всемирным наследием ЮНЕСКО.
| Атолл/Остров/Риф | Площадь острова, км² | Лагуна, км² | Население, чел. (2010) | Координаты                | Статус   |
| --- | -------------------- | ----------- | ---------------------- | ------------------------- | -------- |
| Атоллы |                      |             |                        |                           |          |
| Абариринга (Кантон) | 9,15                 | 50          | 31                     | 2°50′ ю. ш. 171°43′ з. д. | Кирибати |
| Бирни | 0,2                  | 0,02*       | —                      | 3°35′ ю. ш. 171°31′ з. д. | Кирибати |
| Мак-Кин | 0,57                 | 0,2*        | —                      | 3°36′ ю. ш. 174°08′ з. д. | Кирибати |
| Манра (Сидни) | 4,4                  | 2,2*        | —                      | 4°27′ ю. ш. 171°15′ з. д. | Кирибати |
| Никумароро (Гарднер) | 4,1                  | 4           | —                      | 4°40′ ю. ш. 174°31′ з. д. | Кирибати |
| Орона (Хулл) | 3,9                  | 30          | —                      | 4°30′ ю. ш. 172°10′ з. д. | Кирибати |
| Раваки (Феникс) | 0,5                  | 0,5         | —                      | 3°43′ ю. ш. 170°43′ з. д. | Кирибати |
| Эндербери | 5,1                  | 0,6*        | —                      | 3°08′ ю. ш. 171°05′ з. д. | Кирибати |
| Подводные рифы |                      |             |                        |                           |          |
| Каронделет | —                    | ?           | —                      | 1°36′ ю. ш. 174°57′ з. д. | Кирибати |
| Уинслоу | —                    | 1           | —                      | 5°34′ ю. ш. 173°51′ з. д. | Кирибати |
| Острова Феникс | 27,92                | 84,5        | 31                     |                           |          |
| * Площади лагун, отмеченные звёздочкой, включены в площади островов, поскольку их воды, в отличие от типичных атоллов, полностью изолированы от океана. |                      |             |                        |                           |          |

## История
Ранняя история островов не изучена. Известно только то, что остров Манра (Сидни) был до европейцев заселён полинезийцами (об этом свидетельствуют археологические находки на острове). Сами острова Феникс были открыты европейскими и американскими судами в XIX веке. В дальнейшем они были объектом интересов для компаний, занимавшихся добычей гуано на островах Тихого океана. Это нанесло значительный урон флоре и фауне островов.
До предоставления независимости Кирибати 12 июля 1979 года острова Феникс принадлежали Великобритании.

## Население
Все острова архипелага, кроме острова Кантон, на котором живёт около 40 человек (2010), необитаемы.